# I Segreti
	I Segreti sono un gruppo musicale italiano, formatosi a Parma nel 2013.

## Storia del gruppo
I Segreti si formano a Parma nel 2013 con il nome di I Segreti di Charlotte. 
A fine 2015 autoproducono in acustico il loro primo EP omonimo, I Segreti di Charlotte.
Nel 2016 aprono un concerto per i Selton e nel 2017 per L'Officina della Camomilla.
Nel 2018 cambiano nome, rimanendo solamente I Segreti.
Pubblicano i singoli Torno a casa, Vorrei solo e L'estate sopra di noi, che confluiranno nel primo album in studio Qualunque cosa sia.
Nel 2019 aprono un concerto di Giorgio Poi insieme ai Legno. Inoltre aprono i concerti di artisti come La Rappresentante di Lista, Ex-Otago e Pinguini Tattici Nucleari.
Nel 2020 escono i singoli Non cambierà, Lei e noi e Come fai tu.
Il 5 febbraio 2021 pubblicano il secondo album Qualcosa da risolvere, prodotto da Simone Sproccati, chitarrista de L'Officina della Camomilla.
Il 24 dicembre esce il singolo Come state.
Il 13 ottobre 2023 tornano sulle scene con il singolo Vienimi a salvare.

## Formazione
- Angelo Zanoletti – voce, tastiera, synth (2013-presente)
- Emanuele Santona – basso (2015-presente)
- Filippo Arganini – batteria (2013-presente)

## Discografia

### Album in studio
- 2018 – Qualunque cosa sia
- 2021 – Qualcosa da risolvere
- 2024 – Bellissimo

### EP
- 2015 – I Segreti di Charlotte

### Singoli
- 2018 – Torno a casa
- 2018 – Vorrei solo
- 2018 – L'estate sopra di noi
- 2019 – Mostri
- 2020 – Non cambierà
- 2020 – Lei e noi
- 2020 – Come fai tu
- 2021 – Come state
- 2023 –Vienimi a salvare
- 2024- Adiòs

## Videografia
Video musicali
- 2015 – Come un valzer
- 2016 – Promettimi
- 2018 – Torno a casa
- 2018 – Vorrei solo
- 2018 – L'estate sopra di noi
- 2018 – Sofia
- 2020 – Non cambierà
- 2020 – Lei e noi
- 2020 – Come fai tu